# کندرولیز
کندرولیز (انگلیسی: Chondrolysis) به معنی فرآیند تجزیه غضروف است. کندرولیز می‌تواند در نتیجه تروما (کندرولیز تروماتیک) رخ دهد. انفوزیون داخل مفصلی برخی از داروهای بی‌حس‌کننده موضعی مانند بوپیواکائین، لیدوکائین، روپی‌واکائین و لووبوپیواکائین نیز می‌تواند منجر به این اثر شود.